# 음력 2월 24일
음력 2월 24일은 음력 2월의 24번째 날이다.

## 사건
- 1948년 - 제주 4·3 사건 발발.

## 문화
- 1996년 - 대한민국 15대 총선이 실시되다.
- 2016년 - 2016년 KBO 리그가 개막하다.

## 탄생
- 1949년 - 대한민국의 전 공무원, 군인 송영무.

## 같이 보기
- 음력 360일: 1월 2월 3월 4월 5월 6월 7월 8월 9월 10월 11월 12월
- 전날:2월 23일 다음날:2월 25일 - 전달:1월 24일 다음달:3월 24일
- 양력:2월 24일
- 음력, 윤달